# Tour de France 2004/8. Etappe
Die achte Etappe der Tour de France 2004 ging über 168 km von Lamballe nach Quimper. Das Profil dieser Etappe war relativ anspruchsvoll, da drei Bergwertungen der 4. Kategorie und ein Berg der 3. Kategorie auf die Fahrer warteten und es immer ein Auf und Ab gab. Außerdem gab es wieder drei Zwischensprints.
Wenige Minuten nach dem Start gab es eine Attacke von Christophe Moreau, dem Kapitän der französischen Crédit Agricole-Mannschaft. Moreau konnte einen maximalen Vorsprung von 25 Sekunden herausfahren, bevor er wieder vom Hauptfeld geschluckt wurde. Bei Kilometer 11 löste sich Jens Voigt vom Hauptfeld, jedoch wurde er kurz vor dem ersten Zwischensprint wieder eingefangen. Er konnte sich jedoch noch den dritten Platz beim Sprint sichern. Nach dem Sprint konnten sich vier Fahrer aus dem Peloton lösen: Piil, Tosatto, Kroon und Scholz, aus dem Team Gerolsteiner. Brochard und Moreau versuchten an die Spitzengruppe anzuschließen, jedoch sollte dies ihnen nicht gelingen.
Brioches La Boulangère bestimmte im Hauptfeld das Tempo. Da Jakob Piil aus Dänemark einen Defekt hatte, bestand die Spitzengruppe plötzlich nur noch aus drei Fahrern.
Dumoulin und Auger versuchten auch noch an die Spitzengruppe aufzuschließen, was jedoch nicht klappen sollte. Die Spitzengruppe hatte einen maximalen Vorsprung von 5:40 Minuten, der sich jedoch durch die stetige Nachführarbeit des Feldes verkleinerte. Bei Kilometer 10 wurde das Trio schließlich eingefangen, und es kam zum Massensprint, indem sich Thor Hushovd durchsetzte.

## Zwischensprints

### Zwischensprint 1 inMoncontour(14 km)
| Erster  | Thor Hushovd, 6 P. und 6 s  |
| Zweiter | Robbie McEwen, 4 P. und 4 s |
| Dritter | Jens Voigt, 2 P. und 2 s    |

### Zwischensprint 2 inCarhaix-Plouguer(104 km)
| Erster  | Jakob Piil, 6 P. und 6 s     |
| Zweiter | Matteo Tosatto, 4 P. und 4 s |
| Dritter | Ronny Scholz, 2 P. und 2 s   |

### Zwischensprint 3 inChâteauneuf-du-Faou(131 km)
| Erster  | Matteo Tosatto, 6 P. und 6 s |
| Zweiter | Jakob Piil, 4 P. und 4 s     |
| Dritter | Ronny Scholz, 2 P. und 2 s   |

## Bergpreise

### Bergpreis 1
| Côte de Mur-de-Bretagne, Kategorie 3 |                           |
| Erster                               | Ronny Scholz, 4 Punkte    |
| Zweiter                              | Matteo Tosatto, 3 Punkte  |
| Dritter                              | Jakob Piil, 2 Punkte      |
| Dritter                              | Richard Virenque, 1 Punkt |

### Bergpreis 2
| Côte de Saint-Mayeux, Kategorie 4 |                          |
| Erster                            | Ronny Scholz, 3 Punkte   |
| Zweiter                           | Matteo Tosatto, 2 Punkte |
| Dritter                           | Jakob Piil, 1 Punkt      |

### Bergpreis 3
| Côte de Ménez-Kuz, Kategorie 4 |                          |
| Erster                         | Ronny Scholz, 3 Punkte   |
| Zweiter                        | Matteo Tosatto, 2 Punkte |
| Dritter                        | Jakob Piil, 1 Punkt      |

### Bergpreis 4
| Côte de L'Enseigne, Kategorie 4 |                         |
| Erster                          | Jakob Piil, 3 Punkte    |
| Zweiter                         | Ronny Scholz, 2 Punkte  |
| Dritter                         | Matteo Tosatto, 1 Punkt |